# Casal Palocco
Pour les articles homonymes, voir Casal.

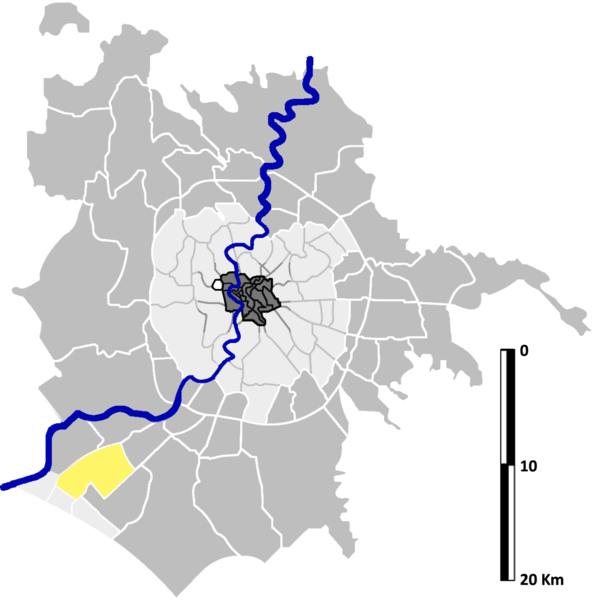
Localisation de Casal Palocco sur la carte administrative de Rome.

Casal Palocco est une zona di Roma (zone de Rome) située au sud-ouest de Rome dans l'Agro Romano en Italie. Elle est désignée dans la nomenclature administrative par Z.XXXIV et fait partie du Municipio XIII. Sa population est de 30 916 habitants répartis sur une superficie de 20,32 km2.
Il forme également une « zone urbanistique » désigné par le code 13.d, qui compte en 2010 : 27 749 habitants.

## Histoire
Le projet urbanistique de Casal Palocco remonte aux années 1930 avec la volonté du pouvoir fasciste de développer le sud de Rome autour de son nouveau centre du pouvoir la zone de l'EUR. Le projet résidentiel est confié à Adalberto Libera et les premiers travaux débutent juste après guerre avec la construction d'importants ensembles d'habitations de standing.

## Lieux particuliers
- Église Santa Maria Stella Maris (1958)
- Église San Timoteo
- Église San Carlo da Sezze